# Machala
Machala je město v jihozápadním Ekvádoru, hlavní město provincie El Oro a kantonu Machala. Leží na břehu Guayaquilského zálivu Atlantského oceánu v úrodné nížině. V roce 2010 ve městě žilo 241 606 obyvatel. Jedná se o čtvrté největší město a druhý největší přístav v zemi. Je přezdívané "Banánové hlavní město světa".